# Cascoplecia insolitis
Cascoplecia es un género monotípico de díptero extinto que vivió en el Cretácico inferior. Los restos fósiles fueron encontrados en ámbar de Birmania. George Poinar, Jr., que describió el fósil, creó una nueva familia para él - Cascopleciidae. Una de las características de Cascoplecia eran tres ocelos que emergían de una protuberancia en forma de cuerno.
El género Cascoplecia contiene sólo la especie tipo - Cascoplecia insolitis. Otros autores consideran que es un miembro aberrante dentro de Bibionidae.

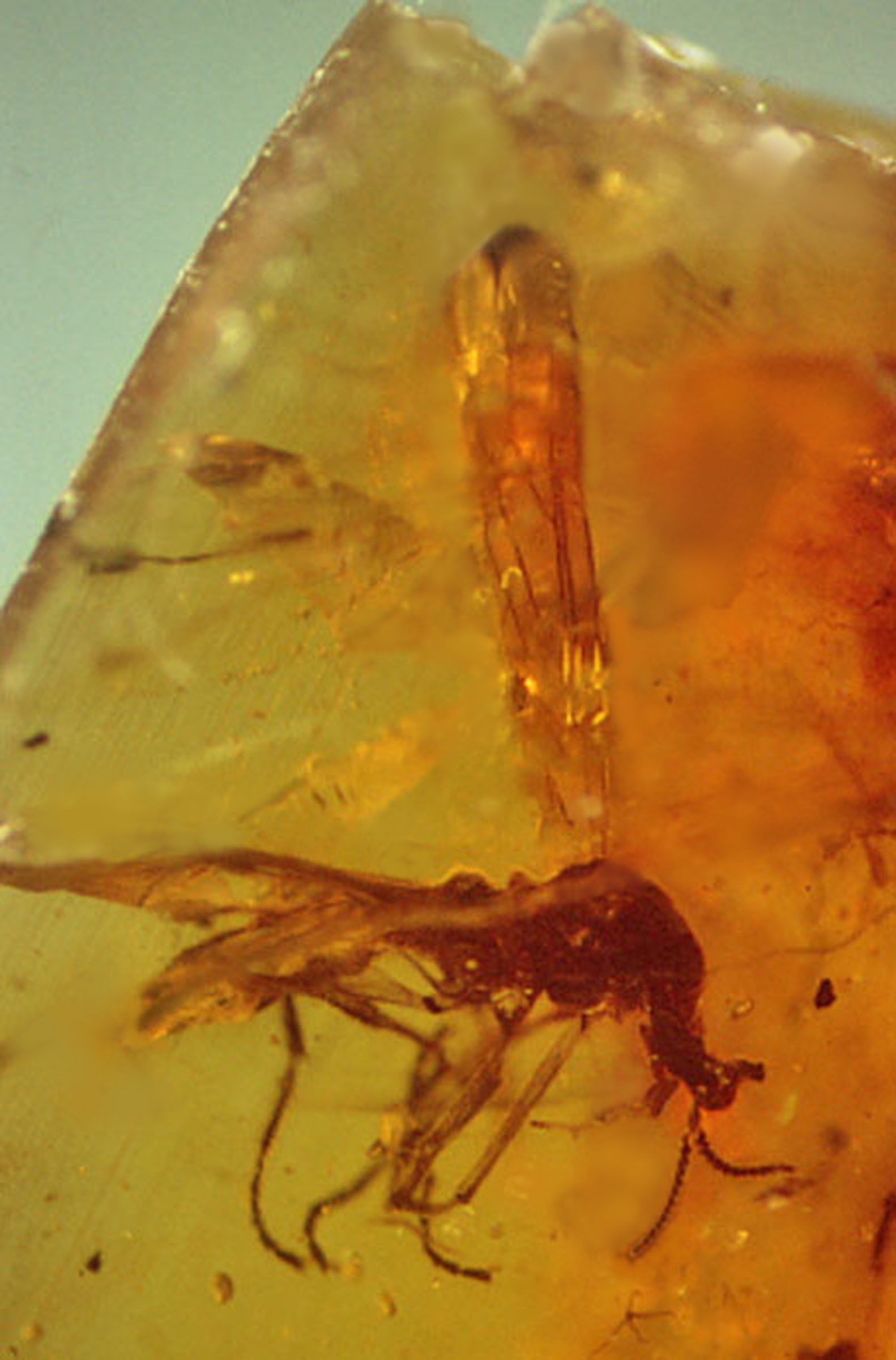
Holotipo, fósil en ámbar